# Aeroportul Moosonee
Aeroportul Moosonee (IATA: YMO, ICAO: CYMO) este un aeroport din Moosonee⁠(d), Cochrane District⁠(d), Northeastern Ontario⁠(d), Ontario, Canada ce deservește zona Moosonee⁠(d). A fost numit după zona deservită.
Situat la o altitudine de 11 m, aeroportul dispune de o singură pistă.